# 스카촌 (지바현)
스카촌(須賀村)은 지바현 소사군에 일찍이 존재했던 촌이다. 

## 지리
- 현재의 소사시 남서부에 해당한다.
- 마을의 대부분은 평지다

## 역사
- 1889년 4월 1일 - 정촌제 시행에 수반해 소사군 스카촌이 성립하였다.
- 1954년 3월 31일 - 요카이치바정, 헤이와촌·진카이촌·소사촌·도요사카촌·교코촌·요시다촌·이다카촌·도요와촌과 합병해, 요카이치바시가 성립해,스카촌은 폐지되었다.

## 인구
| 1891년 | 2,310 |
| 1920년 | 2,517 |
| 1930년 | 2,600 |
| 1954년 | 3,316 |

## 참고문헌
- 角川日本地名大辞典編纂委員会『角川日本地名大辞典 12 千葉県』、角川書店、1984年 ISBN 4040011201